# Дербентський район
Дербе́нтський райо́н — район в Республіці Дагестан Російської Федерації.
Адміністративний центр — місто Дербент (до складу району не входить).

## Географія
Розташований на півдні Дагестану, межує на півночі з Каякентським, на півдні — з Магарамкентським, на південному заході — з Сулейман-Стальським, на заході — з Табасаранським і Кайтазьким районами, на сході омивається Каспійським морем. Територія району оточує територію міст Дербент і Дагестанські Вогні, що не входять до його складу.
Площа території — 920 км².

## Історія
Район був утворений декретом Дагревкома від 22 липня 1921 року в складі: Нижньо-Табасаранської ділянки Кайтаго-Табасаранського і Мюшкюрської ділянки Кюринського округів, території Дербентського градоначальства. Постановою ЦВК від 12.12.1926 р район перетворений в округ. Постановою 4-ї сесії ДагЦІК від 22.11.1928 р округ перетворений в кантон. Постановою ВЦВК від 3.06.1929 р кантон перетворений в район. Указом ПВС ДАССР район перетворений в округ, районний центр перенесений в селище Дагестанські Вогні. У 1953 р відновлений в колишньому складі.

## Населення
Чисельність населення (без міста Дербент) — 92,2 тис. Жителів (2009), щільність — 110 осіб на 1 км² займаної площі.
Все населення — сільське, крім 2 населених пунктів.
Національний склад
Національна структура населення (за переписом 2002): азербайджанці (терекеменці) — 58,1 %; лезгини — 18,8; табасарани — 10,7; даргинці — 7,9 %.